# Mammillaria goodrichii
Mammillaria goodrichii ist eine Pflanzenart aus der Gattung Mammillaria in der Familie der Kakteengewächse (Cactaceae). Das Artepitheton, in vielen Publikationen auch regelwidrig goodridgii oder goodridgei geschrieben, ehrt John Goodridge, der die Art entdeckte.

## Beschreibung
Mammillaria goodrichii verfügt über tiefgreifende Pfahlwurzeln und wächst nur gelegentlich sprossend. Die kugeligen bis kurz zylindrischen Triebe werden bis zu 8 Zentimeter hoch und erreichen dabei Durchmesser von 3 bis 4 Zentimeter. Die verjüngt konisch geformten stumpfen Warzen sind ohne Milchsaft. Die Axillen sind nackt. Die 3 bis 5 Mitteldornen sind bis zu 0,6 Zentimeter lang, wobei der untere gewöhnlich gehakt ist. Die kalkig weißen 10 bis 13 Randdornen sind gerade ausgebreitet, 0,4 bis 0,7 Zentimeter lang und haben dunkle Spitzen.
Die trichterigen Blüten sind cremefarben mit stärker- oder schwächerfarbenen Mittelstreifen. Sie sind bis zu 1,5 Zentimeter lang und messen im Durchmesser ebenfalls 1,5 Zentimeter. Die keuligen roten Früchte werden bis zu 2,5 Zentimeter lang. Sie enthalten glatte, schwarze Samen.

## Verbreitung, Botanische Geschichte und Nomenklatur
Mammillaria goodrichii ist im mexikanischen Bundesstaat Baja California auf den vorgelagerten Inseln Cedros und Guadalupe verbreitet.
Die Erstbeschreibung erfolgte 1850 durch Frederick Scheer in Joseph zu Salm-Reifferscheidt-Dycks Cacteae in horto Dyckensi cultae anno 1849. Grundlage war ein von John Goodridge an Scheer geschicktes Exemplar. Die von Scheer gewählte Schreibweise des Artepithetons wurde von vielen späteren Autoren als orthographisch falsch angesehen und geändert. Diese Änderung ist nach den Regeln des ICBN aber nicht gerechtfertigt.
Synonyme sind Chilita goodrichii (Scheer) Orcutt (1926) und Mammillaria goodrichii (Scheer) Buxb. (1951).

## Nachweise